# 平山冷燕
《平山冷燕》为中国古典名著，清初长篇小说，现在能见到的最早版本是顺治十五年（1658年）由天花藏主人作序的《新刻批评平山冷燕》，现存于大连图书馆。此外，尚有聚锦堂刊天花藏七才子书本及退思堂刊天花藏七才子书本、玉兰堂本、静寄山堂本等。清初曾译成满文，后又被法国汉学家儒莲译成法文，介绍到欧洲。
《平山冷燕》共二十回，题为荻岸山人编次。荻岸山人究竟为何许人也，历来没有定论。清朝盛百二《柚堂续笔谈》认为是嘉兴张博山十四五岁时所作，其父笔削续成之。按博山名劭，清康熙时人。阮元《两浙猷轩录》称其“少有成童之目，九龄作《梅花赋》惊其师。”但据鲁迅推断，其“文意陈腐，殊不类童子所为”。“盖早慧，故世人并以此书附著于彼。”（《中国小说史略》）
《平山冷燕》主要描写“先朝”隆盛时，才子才女（平如衡、山黛、冷绛雪、燕白颔）才华出众，深得皇帝赏识，最后双双成亲的故事。
《平山冷燕》是明末清初小说中较有影响的一部作品。鲁迅的《中国小说史略》曾予以详细介绍，认为它的主旨是“显扬女子，颂其异能，又颇薄制艺而尚词华，重俊髦而嗤俗士”。
1982年春风文艺出版社出版了此书，由李致中先生校點。